# Rosa 'Ole'
Rosa 'Ole' — сорт роз, относится к классу Полиантовые розы. Используется в качестве декоративного садового растения.
Серия сортов с высокой зимостойкостью (англ. Northern Accents™) созданная в Университете Миннесоты включает три сорта 'Ole', 'Lena' и 'Sven'. Из этих трёх сортов 'Ole' является наиболее обильноцветущим.
Названия сортов выбраны в честь главных персонажей распространённых в США анекдотов о американцах скандинавского происхождения. Сорт создан в 1997 году, но зарегистрирован только после полевых испытаний и патентования в 2007.
Вся серия по эксклюзивному соглашению с университетом реализуется компанией Bailey Nurseries, Inc.

## Биологическое описание
Диплоид.
Куст подушкообразной формы. Высота 60—91 см, ширина около 91 см.
Листья тёмно-зелёные.
Цветки в кистях, мелкие, полумахровые, белые с лёгким розовым оттенком.
Лепестков 9—16.
Цветение обильное, повторное (3—4 раза за сезон).

## В культуре
Зоны морозостойкости (USDA-зоны): от 3b (при наличии снежного покрова) до более тёплых.
Могут выращиваться, как в открытом грунте, так и в контейнерах. Образуют удачные композиции с некрупными сортами лапчаток, спирей и вейгел.

## Болезни и вредители
Устойчивость к чёрной пятнистости высокая.